# قائمة محافظي الفيوم

علم محافظة الفيوم

قائمة بمن تولوا منصب المحافظ في محافظة الفيوم في مصر منذ عام 1960 منذ إصدار قانون الإدارة المحلية، وهي أعلى سُلطة حكومية في المحافظة. ويُعين المحافظ رئيس جمهورية مصر العربية، ويعد ممثل رئيس الجمهورية في المحافظة. وله الحق في تعيين رؤساء المدن والمراكز.

## القائمة
| م  | الاسم                        | بداية الفترة   | نهاية الفترة   | مدة المنصب      | ملاحظات |
| -- | ---------------------------- | -------------- | -------------- | --------------- | ------- |
| 1  | محيي الدين أبو العز          | 10 سبتمبر 1960 | 20 يناير 1963  | 2 سنة، 132 يوماً |         |
| 2  | عبد الخالق إبراهيم الشناوي   | 20 يناير 1963  | 14 أكتوبر 1965 | 2 سنة، 267 يوماً |         |
| 3  | علي فوزي يونس                | 14 أكتوبر 1965 | 8 مايو 1968    | 2 سنة، 207 يوماً |         |
| 4  | محمد توفيق السيد             | 8 مايو 1968    | 18 يونيو 1971  | 3 سنة، 41 يوماً  |         |
| 5  | محمود أحمد عبد الآخر         | 18 يونيو 1971  | 25 نوفمبر 1974 | 3 سنة، 160 يوماً |         |
| 6  | حسين كامل دبوس               | 25 نوفمبر 1974 | 29 نوفمبر 1978 | 4 سنة، 4 يوماً   |         |
| 7  | حمدي حسين الحكيم             | 29 نوفمبر 1978 | 18 مايو 1982   | 3 سنة، 170 يوماً |         |
| 8  | ثروت طه عطا الله             | 18 مايو 1982   | 15 أكتوبر 1987 | 5 سنة، 150 يوماً |         |
| 9  | عبد الرحيم هاشم شحاته        | 15 أكتوبر 1987 | 21 أبريل 1993  | 6 سنة، 51 يوماً  |         |
| 10 | فاروق محمد التلاوي           | 21 أبريل 1993  | 16 يناير 1996  | 2 سنة، 42 يوماً  |         |
| 11 | محمد حسن طنطاوي              | 16 يناير 1996  | 1 نوفمبر 1999  | 2 سنة، 331 يوماً |         |
| 12 | سمير عبد الفتاح الخولي       | 1 نوفمبر 1999  | 17 يوليو 2001  | 1 سنة، 258 يوماً |         |
| 13 | سعد ذكي محمد نصار            | 17 يوليو 2001  | 15 يوليو 2004  | 2 سنة، 364 يوماً |         |
| 14 | محمد رأفت محمود              | 15 يوليو 2004  | 1 يناير 2006   | 1 سنة، 170 يوماً |         |
| 15 | محمد مجدي قبيصي              | 1 يناير 2006   | 17 أبريل 2008  | 2 سنة، 107 يوماً |         |
| 16 | جلال مصطفى السعيد            | 17 أبريل 2008  | 19 أبريل 2011  | 3 سنة، 2 يوماً   |         |
| 17 | محمود عاصم جاد محمود عفيفي   | 19 أبريل 2011  | 7 أغسطس 2011   | 0 سنة، 79 يوماً  |         |
| 18 | أحمد علي أحمد علي            | 7 أغسطس 2011   | 16 يونيو 2013  | 1 سنة، 344 يوماً |         |
| 19 | جابر عبد السلام عطية إبراهيم | 16 يونيو 2013  | 13 أغسطس 2013  | 59 يوم          |         |
| 20 | حازم أحمد عطية الله          | 13 أغسطس 2013  | 7 أبريل 2015   | 1 سنة، 267 يوماً |         |
| 21 | وائل محمد نبيه مكرم          | 7 فبراير 2015  | 7 سبتمبر 2016  | 1 سنة، 213 يوماً |         |
| 22 | جمال سامي علي                | 7 سبتمبر 2016  | 30 أغسطس 2018  | 1 سنة، 326 يوماً |         |
| 23 | عصام سعد إبراهيم أحمد        | 30 أغسطس 2018  | 27 نوفمبر 2019 | 1 سنة، 120 يوماً |         |
| 24 | أحمد عبد الله الأنصاري       | 27 نوفمبر 2019 | حتى الآن       | 5 سنة، 250 يوماً |         |